# Chararich
Chararich (5. století? - po roce 507?) byl král sálských Franků.
Jeho vláda započala někdy před rokem 486, kdy je poprvé zmíněn Řehořem z Tours a skončila jeho smrtí patrně po roce 507. V roce 486 byl požádán franským králem Chlodvíkem I. o pomoc v jeho válce proti římskému vládci Syagriovi. Chararich se konfliktu obou protivníků stranil, přičemž čekal na výsledek války, po níž se chtěl přiklonit na stranu vítěze. I když Chlodvíkovi ve válce nakonec pomohl, přesto byl Chlovíkem v boji o moc spolu se synem uvězněn a tonsurován. Chararicha nechal vysvětit na kněze a jeho syna na jáhna. Podle Řehoře z Tours si Chararich stěžoval svému synovi na Chlodvíka, přičemž mu jeho syn odpověděl poznámkou, že si znovu nechají narůst dlouhé vlasy. Když se o tomto rozhovoru se dozvěděl Chlodvík, nechal oba zavraždit a jejich království i královský poklad anektoval. Primárním zdrojem jeho života je kronika Historia Francorum biskupa Řehoře z Tours.
Britský historik Ian N. Wood poznamenal, že je překvapivé, že Chlodvík čekal více než dvacet let, než se vypořádal se svými rivaly. Domnívá se, že Chlodvík by franskou opozici odstranil již dříve, nicméně skutečnost, že nechal Chararicha a jeho syna tonzurovat, ukazuje, že ke konfliktu rivalů došlo až po Chlodvíkově konverzi ke křesťanství, kterou lan Wood datuje do doby brzy po Chlodvíkově vítězství nad Alamany v bitvě u Tolbiaka, tedy po roce 496. Za předpokladu, že Řehořův chronologický popis událostí je správný, pak podle Iana Wooda se Chlodvík poslední roky své vlády zabýval především vnitřní mocenskou politikou Franků.
Podle Řehoře z Tours dalšími franskými králi, které Chlodvík v boji o moc sesadil a nechal zavraždit, byli Ragnachar a jeho dva bratři. Než Chlovík sesadil Chararicha, nejprve přesvědčil prince Chlodericha, aby zavraždil svého otce Sigiberta Chromého, následně ho nařknul z otcovraždy a nechal zavraždit. Po všech těchto vraždách Řehoř z Tours napsal, že Chlovík bědoval, že zůstal bez rodiny, což naznačuje, že mezi jeho oběťmi byli jeho blízcí rodinní příbuzní.